# Boby na Zimních olympijských hrách 1948
Boby na olympiádě ve Svatém Mořici.

## Medailové pořadí zemí
| Pořadí | Země                         | Zlato | Stříbro | Bronz | Celkově |
| ------ | ---------------------------- | ----- | ------- | ----- | ------- |
| 1.     | Švýcarsko (SUI)              | 1     | 1       | 0     | 2       |
| 2.     | Spojené státy americké (USA) | 1     | 0       | 2     | 3       |
| 3.     | Belgie (BEL)                 | 0     | 1       | 0     | 1       |
|        | Celkem                       | 2     | 2       | 2     | 6       |

## Medailisté

### Muži
| Disciplína | Zlato                                                                                           | Výkon  | Stříbro                                                                            | Výkon  | Bronz                                                                                         | Výkon  |
| ---------- | ----------------------------------------------------------------------------------------------- | ------ | ---------------------------------------------------------------------------------- | ------ | --------------------------------------------------------------------------------------------- | ------ |
| dvojbob    | Švýcarsko (SUI) · Felix Endrich · Friedrich Waller                                              | 5:29,2 | Švýcarsko (SUI) · Fritz Feierabend · Paul Eberhard                                 | 5:30,4 | Spojené státy americké (USA) · Frederick Fortune · Schuyler Carron                            | 5:35,3 |
| čtyřbob    | Spojené státy americké (USA) · Francis Tyler · Patrick Martin · Edward Rimkus · William D'Amico | 5:20,1 | Belgie (BEL) · Max Houben · Freddy Mansveld · Louis-Georges Niels · Jacques Mouvet | 5:21,3 | Spojené státy americké (USA) · James Bickford · Thomas Hicks · Donald Dupree · William Dupree | 5:21,5 |